# Licence IV
Pour le groupe musical, voir Licence IV (groupe).
La licence IV est, dans la réglementation française, une autorisation créée le 24 septembre 1941 sous le régime de Vichy, pour les débits de boissons souhaitant vendre à consommer sur place les boissons de tous les groupes.   
La création de cette licence est maintenant interdite.
Le seul moyen d'en obtenir une reste de l'acquérir, soit directement dans la commune concernée par le futur débit, soit dans une commune de la même région.
Son prix varie en fonction de l'offre et de la demande dans la région ou la commune concernée.

## Définition légale

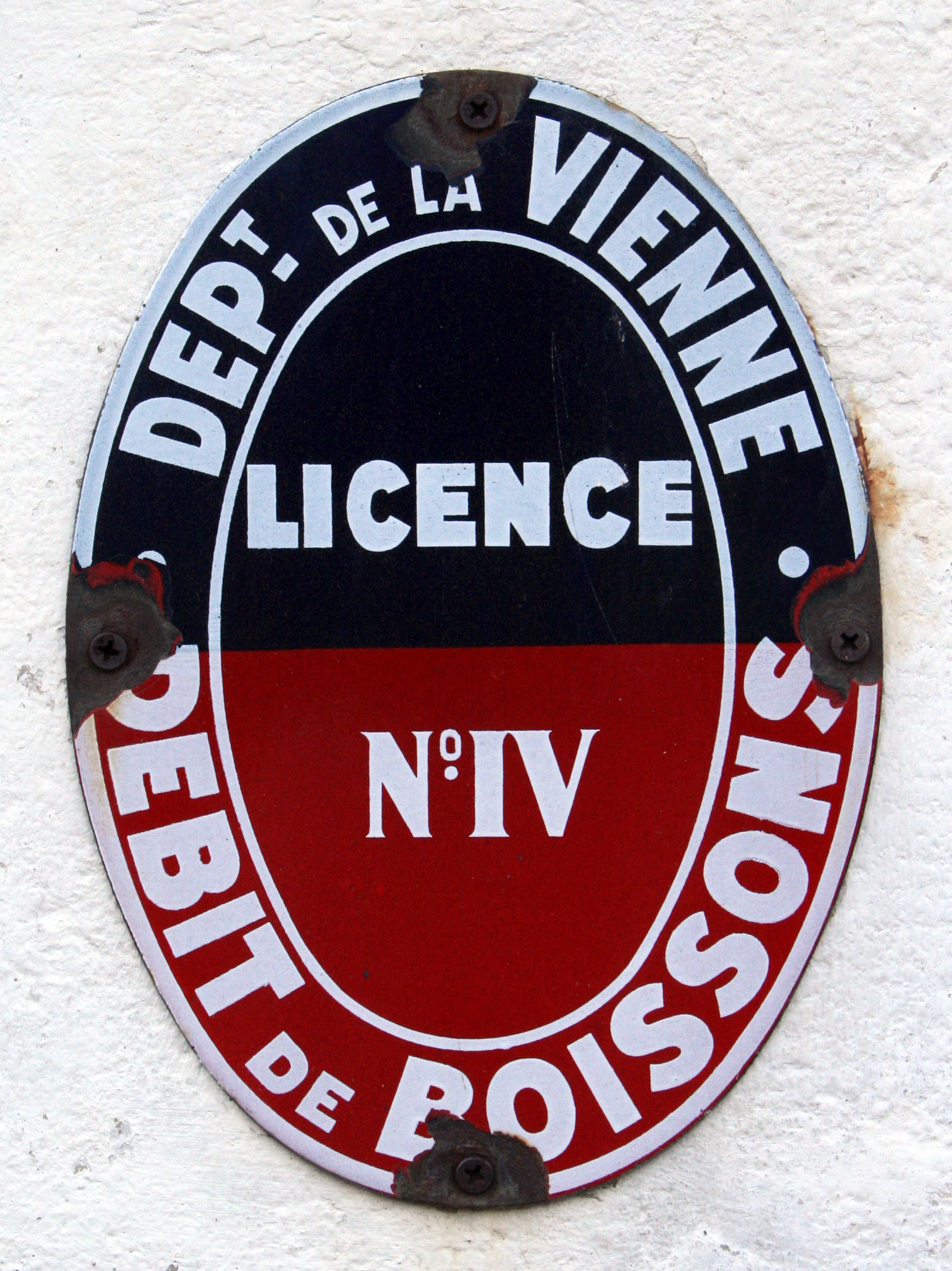
Un panonceau de licence IV dans la Vienne (86)

Toute personne souhaitant ouvrir un établissement vendant des boissons alcoolisées à consommer sur place au détail de tous les groupes de boissons autorisés par la réglementation française, et notamment celles des groupes 4 et 5 (alcools issus d'une distillation), doit être en possession d'une licence de 4e catégorie ou licence IV, dite « grande licence ». 
Elle est différente de la licence de restauration avec laquelle il n'est possible de vendre des boissons alcoolisées qu'en accessoire à un repas (plat chaud servi à table).
Néanmoins, les titulaires d'une licence de 4e catégorie ne sont pas tenus d'avoir une licence restaurant pour vendre de l'alcool en accessoire à un repas, la licence IV prenant le dessus.
Il en va de même concernant la vente des boissons à emporter.
Aucune création de licence IV n'est possible, sauf, depuis la loi Engagement et proximité, dans les communes de moins de 3 500 habitants n'en disposant pas au 28 décembre 2019. Pour les autres communes, le seul moyen d'en obtenir une est donc de l'acquérir soit directement dans la commune concernée soit dans une autre commune mais de la même région. Il faudra alors dans ce cas effectuer un transfert.
Cette licence s’achète auprès de professionnels, et il est nécessaire pour l’exploiter d’avoir suivi une formation pour l'obtention du permis d'exploitation.
La formation seule ne délivre pas la licence IV mais uniquement un « permis d'exploitation », c'est-à-dire une attestation de suivi d'une formation de vingt heures. Ce permis autorise uniquement le fait d'exploiter une licence IV. Cette formation « donne lieu à la délivrance d'un permis d'exploitation valable dix années ». Au-delà, « la participation à une formation de mise à jour des connaissances permet de prolonger la validité du permis d'exploitation pour une nouvelle période de dix année ».
Dans le cadre d'un achat dans la même commune, il faudra effectuer une déclaration de mutation/translation en mairie puis attendre l'expiration du délai de carence légal de quinze jours avant de l'exploiter.
Dans le cadre d'un achat dans une autre commune mais de la même région, l’ordonnance no 2015-1682 du 17 décembre 2015 a modifié le premier alinéa de l'article L.3332-11 du code de la santé publique concernant le transfert de la licence IV : « Un débit de boissons à consommer sur place exploité peut être transféré dans la région où il se situe. Les demandes d'autorisation de transfert sont soumises au représentant de l’État dans le département où doit être transféré le débit de boissons. Le maire de la commune où est installé le débit de boissons et le maire de la commune où celui-ci est transféré, sont obligatoirement consultés. Lorsqu'une commune ne comporte qu'un débit de boissons de 4e catégorie, ce débit ne peut faire l'objet d'un transfert qu'avec l'avis favorable du maire de la commune. Par dérogation au premier alinéa et aux articles L. 3335-1 et L. 3335-8 concernant les zones de protection, les débits de boissons à consommer sur place peuvent être transférés au-delà des limites de la région où ils se situent au profit d'établissements, notamment touristiques, répondant à des critères fixés par décret. »
Précédemment, le dernier débit de boissons à consommer sur place de 4e catégorie d'une commune ne pouvait être transféré hors de ladite commune.
Concernant le transfert au-delà des limites de la région dans le cadre touristique, le débit doit respecter certaines conditions :
- le débit de boissons n'ouvre pas directement sur la voie publique ;
- le débit de boissons est exclusivement réservé à l'usage de la clientèle de l'établissement touristique ;
- aucune publicité locale du débit de boissons n'est faite.

A Paris, des règles spécifiques existent quant au transfert de licence à proximité d'un autre débit de boisson (Arrêté du 27 décembre 1961 et arrêté du 29 avril 1972 du Préfet de police).
Des zones protégées existent où les licences IV ne peuvent pas être transférées ou mutées.

## Contentieux
Des contentieux relatifs à des refus de transfert ou mutation de licence sont régulièrement portés devant les tribunaux administratifs. Le juge administratif a déjà pu retenir l'illégalité d'un refus de transfert de licence en l’absence de preuve de troubles à l’ordre public (TA Lyon, 25 janv. 2024, n° 2400186.).
Le contentieux peut également porter sur les interdictions d'installation de licence IV dans les établissements sportifs (TA Toulouse, 4e ch., 18 janv. 2024, n° 2106828.) ou encore sur les refus opposés par les mairies.